# Karl August, Prinț de Waldeck și Pyrmont
Karl August Friedrich de Waldeck și Pyrmont (24 septembrie 1704 – 29 august 1763) a fost Prinț de Waldeck și Pyrmont din 1728  până în 1763 și comandant al forțelor olandeze în Războiul de Succesiune Austriacă.

## Biografie
S-a căsătorit la 19 august 1741 la Zweibrücken cu verișoara lui primară Christiane Henriette de Zweibrücken (1725–1816), fiica lui Christian al III-lea, Conte Palatin de Zweibrücken. În 1746, Karl a devenit mareșal al Sfântului Imperiu Roman.

### Copii
Din căsătoria cu Christiane Henriette, Karl August a avut următorii copii:
- Karl (1742–1756)
- Friedrich (1743–1812), Prinț de Waldeck și Pyrmont
- Christian (1744–1798), general portughez
- George I (1747–1813), Prinț de Waldeck și Pyrmont; s-a căsătorit în 1784 cu prințesa Auguste de Schwarzburg-Sondershausen (1768-1849)
- Caroline Louise (1748–1782); s-a căsătorit în 1765 cu Peter von Biron, Duce de Courland (1724-1800); au divorțat în 1772.
- Louise (1751–1816); s-a căsătorit în 1775 cu ducele Frederic Augustus de Nassau-Usingen (1738-1816)
- Louis (1752–1793), general olandez, ucis în bătălie